# Железничка станица Златибор
Железничка станица Златибор је једна од железничких станица на прузи Београд—Бар. Налази се насељу Златибор у општини Чајетина. Пруга се наставља у једном смеру ка Јабланици и у другом према Бранешцима. Железничка станица Златибор састоји се из 3 колосека.

## Повезивање линија
- Пруга Београд—Бар